# Ісламський культурний центр (Дніпро)
Ісламський культурний центр м. Дніпро — мечеть і культурна організація в місті Дніпро. Ісламський культурний центр м. Дніпро — один із дев'ятьох ісламських культурних центрів, які були відкрити організацією Альраїд у найбільших містах України. Центр розташований на 2 поверхах (2 та 3 пов.) 3-ох поверхового будинку в центрі міста Дніпро. Загальна площа приміщень — понад 400 кв. м. Площа залу мечеті — 200 кв. м. Центр має велику ісламську бібліотеку російською, арабською, англійською мовами, жіночий відділ, чоловічий і жіночі зали, конференц зал, школа з вивчення арабської мови та ісламської культури. У Ісламському культурному центрі також проводять обряд ніках (одруження) та джаназа-намаз (заупокійна молитва).

## Інфраструктура
- регіональна громадська організація «Аль-Мустакбаль» [Архівовано 1 січня 2016 у Wayback Machine.]
- молитовна зала
- ісламська бібліотека
- школа з вивчення арабської мови та культури ісламського світу
- жіночий клуб

## Діяльність
Основна діяльність ІКЦ полягає насамперед у створенні міжрелігійного та міжкультурного діалогу, донесенні до українців правдивої інформації про Іслам та мусульман.

## Зовнішні посилання про діяльність закладу
- Підтримка одновірців — теж сунна Пророка (12.01.2016) [Архівовано 18 серпня 2016 у Wayback Machine.]
- Руйнуючи стереотипи: юдей на мусульманському святі (28.09.2015) [Архівовано 18 серпня 2016 у Wayback Machine.]
- Курбан-байрам —свято для всіх! (24.09.2015) [Архівовано 2 січня 2016 у Wayback Machine.]
- Іслам пропагує чистоту (28.04.2015) [Архівовано 18 серпня 2016 у Wayback Machine.]
- Показати красу своєї релігії, або стати джерелом ще одного негативного стереотипу про неї — що обираєш ти? (08.04.2015) [Архівовано 18 серпня 2016 у Wayback Machine.]
- Урочисте відкриття Ісламського культурного центру мечети [Архівовано 3 лютого 2016 у Wayback Machine.]